# Кашено (Велізький район)
Кашено (рос. Кашено) — присілок Велізького району Смоленської області Росії. Входить до складу Будницького сільського поселення.
Населення — 26 осіб (2007 рік). 